# The Eternal Mother
«The Eternal Mother» — американский короткометражный драматический фильм Дэвида Уорка Гриффита.

## Сюжет
Джон и Мэри решают развестись со своими супругами, чтобы пожениться. Мэри умирает после родов и её ребёнка решает забрать себе первая жена Джона - Марта. Она старается держаться от него подальше, но вдруг Джон заболевает и она прощает его.

## В ролях
| Актёр             | Роль            |
| ----------------- | --------------- |
| Эдвин Аугуст      | Джон            |
| Бланш Свит        | Марта           |
| Мэйбл Норманд     | Мэри            |
| Чарльз Хилл Майлз | отец Мэри       |
| Кейт Брюс         | пожилая женщина |
| Дональд Крисп     |                 |
| Гай Хедлунд       |                 |
| Джини Макферсон   |                 |